# دوم‌لو (جیحان)
دوم‌لو (به ترکی استانبولی: Dumlu) (به کردی: Tomlî) یک منطقهٔ مسکونی در ترکیه است که در جیحان واقع شده‌است.